# Блиндер, Валентин Ильич
Валентин Ильич Блиндер (20 октября 1937, Одесса, СССР — 26 августа 2021, Одесса) — советский футболист, тренер. Мастер спорта СССР (1962).
Окончил Одесский государственный университет. Кандидат химических наук.

## Биография
Валентин Блиндер родился 20 октября 1937 года в Одессе. Начинал играть в футбол на полянках Ярмарочной площади за одесскую заводскую команду ЗОР. Первый тренер — Владимир Онищенко.
Всю свою игровую карьеру провёл в одесском СКА — с первого дня службы в армии, на которую был призван в 1956 году. Первые два года играл за клубную команду, после чего пробился в основной состав.
Был искусным дриблёром, сильно бил с левой ноги, хорошо пасовал. Играл в составе сборной Украины, Одессы. Однако, по мнению специалистов, Блиндеру до конца не удалось раскрыться из-за серьёзных травм. Дебют в основном составе мастеров СКА был очень удачным. Сам он действовал на левом краю, а полусредним был техничный, быстрый форвард Дмитрий Подлесный, с которым он сразу сыгрался.
Звание «Мастер спорта СССР» получил в 1962 году за участие в играх за сборную Украины класса «Б».
13 июня 1960 года принял участие в разгроме итальянского «Интера» (5:1) в товарищеском матче, забив один из мячей сборной Одессы.
20 октября 1963 года армейцы, вторично победив винницкий «Локомотив», стали чемпионами Украины и вошли во вторую группу класса «А».
В сезоне 1964 года, по итогам которого армейцы Одессы завоевали путёвку в первую группу класса «А», Блиндер, по сути, играл на уколах, так как в первых календарных матчах травмировал ахиллово сухожилие, а к концу серьёзно травмировал и другой ахилл. Несмотря на это, Блиндер отыграл ещё один календарный год — первый для армейцев в высшем дивизионе, однако выходил на поле только в шести матчах, после чего был вынужден закончить играть и перейти на тренерскую работу в том же армейском коллективе.
Впоследствии работал ведущим научным сотрудником Физико-химического института защиты окружающей среды и человека Министерства образования и науки и Академии наук Украины. Одновременно работал тренером в ДЮСШ СКА (Одесса), возглавлял команду завода «Продмаш». Открыл нескольких талантливых футболистов, ведущее место среди которых занимает Леонид Буряк.
В 2001 году Валентин Блиндер был включён в число лучших футболистов Одессы XX века.
Скончался 26 августа 2021 года.